# Ariane Sherine
Ariane Sherine (Londres, 3 de julho de 1980) é uma  jornalista, comediante de stand-up,  roteirista e ativista britânica, conhecida por ter sido a idealizadora da Atheist Bus Campaign, uma iniciativa publicitária lançada em 2008, no Reino Unido, visando propagar o ateísmo — em contraposição a uma campanha similar, organizada por associações evangélicas. A campanha ateísta teve apoio da British Humanist Association e do biólogo Richard Dawkins.

## Biografia
Ariane Sherine nasceu em Londres, de pai norte-americano unitário-universalista e mãe de origem parse — antigo grupo etno-religioso zoroastriano que emigrou do Irã e se estabeleceu na Índia no século X — sem contar os vários parentes que eram testemunhas de Jeová.
Começou no jornalismo com 21 anos, fazendo resenhas de discos para a revista NME.
Participou da elaboração do roteiro de várias sitcoms, como  My Family e Two Pints of Lager and a Packet of Crisps, e trabalhou para outras associações, antes de assumir o jornalismo.
Atualmente, escreve  para o jornal The Guardian, na seção Comment & Debate, e tem colaborado também com  The Sunday Times e The Independent.

### A campanha ateísta em ônibus

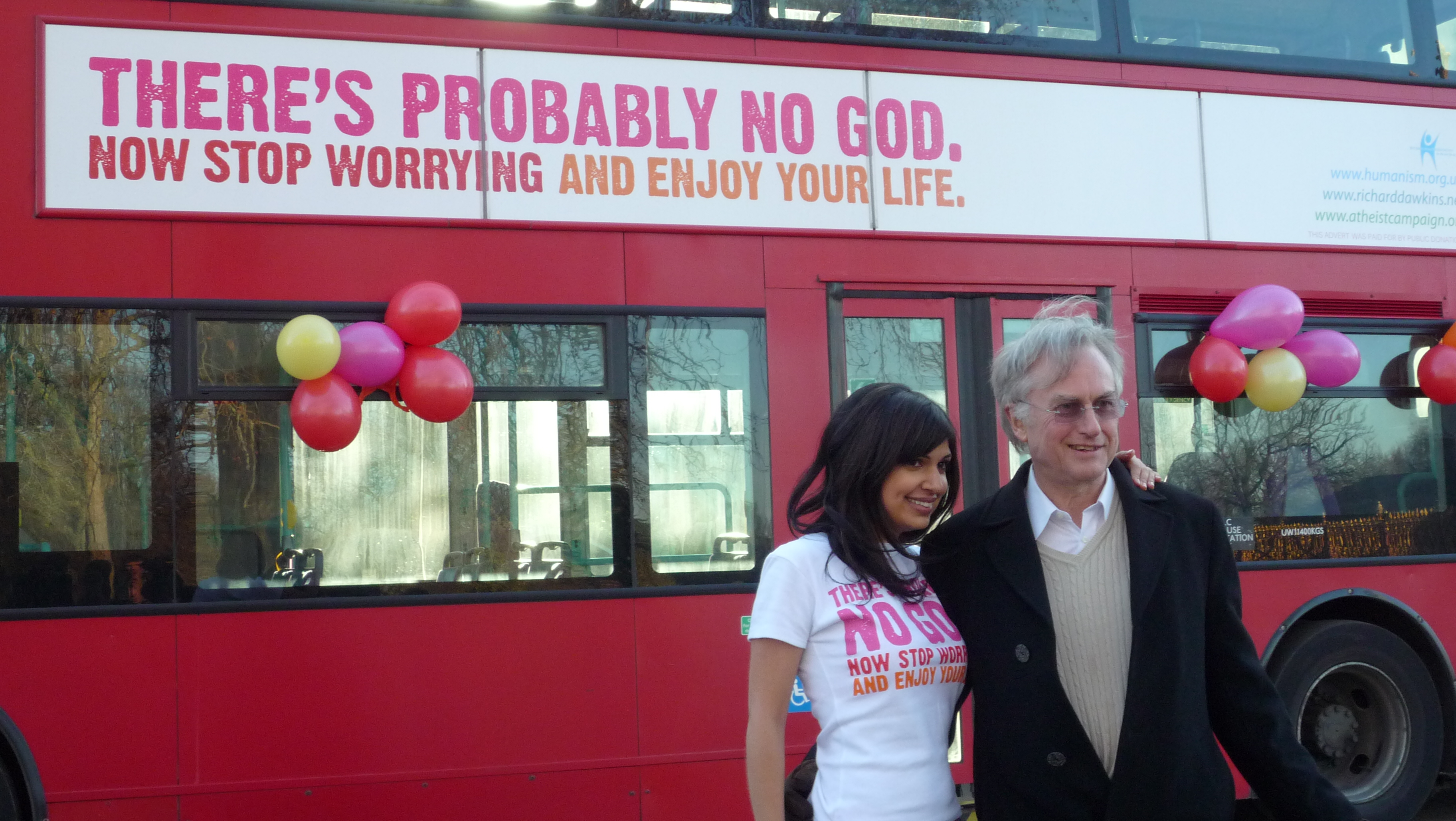
Ariane Sherine, com Richard Dawkins, no lançamento da campanha, em 2009

Ariane Sherine iniciou a Atheist Bus Campaign em resposta a um anúncio de ônibus (autocarro) que continha a URL de um site no qual era dito que "não cristãos passarão toda a eternidade no tormento do inferno, queimando num lago de fogo".Ela então decidiu publicar algo semelhante, pedindo a Richard Dawkins um slogan a ser colocado nos ônibus de Londres. A frase escolhida foi: "There's probably no God. Now stop worrying and enjoy your life" ("Provavelmente Deus não existe. Agora pare de se preocupar e aproveite a vida"). O objetivo inicial era arrecadar £ 5 500, para financiar uma campanha publicitária durante quatro semanas, no início de 2009, com 30 ônibus  circulando em Londres com o slogan escolhido. O primeiro ônibus começou a rodar pela cidade em 6 de janeiro de 2009. Afinal, a campanha conseguiu colocar 800 ônibus em circulação, por todo o território da Grã-Bretanha.

### Outras actividades
Sherine também escreveu  The Atheist's Guide to Christmas, livro em que sugere, de maneira divertida, como um ateu pode desfrutar o Natal. Metade dos lucros advindos das vendas do livro foram doados à Terrence Higgins Trust, a principal entidade filantrópica de combate ao HIV/AIDS, no Reino Unido.
No final de 2009, Ariane Sherine publicou que estava saindo da campanha ateísta para retornar ao jornalismo e escrever um romance. Apesar disso, continua a ser uma defensora da British Humanist Association.
Em 2016,  A. Sherine  criou um vídeo cómico em que brincava com um sósia de Jeremy Corbyn, ao som da sua canção "Love song for Jeremy Corbyn" (Canção de amor para Jeremy Corbyn). "Ele já teve três esposas, se quiser uma quarta estarei à espera ", disse ela.